# Langfossen
Langfossen és una cascada situada al municipi d'Etne al comtat de Hordaland, Noruega. La cascada es troba a uns 5 quilòmetres al sud-oest de la localitat de Fjæra. L'aigua cau d'una muntanya elevada, amb una distància total d'uns 612 metres. La ruta europea E134 transcorre al llarg de la base de la cascada, que fa molt fàcil l'accés.
La Base de Dades Mundial de la cascada va declarar aquesta cascada és una de les "millors del món". Al març del 2011 la CNN/Budget Travel va qualificar Langfossen com una de les deu cascades més belles. La cascada és un dels poques de Noruega que no ha estat utilitzat per a la generació d'energia hidroelèctrica, de manera que encara es troba en el seu estat natural.